# LG KE800
LG KE800 модел мобилен телефон на LG от т.нар. „шоколадова“ серия, подобрен във функционално отношение наследник на модела LG KG800. LG KE800 е пуснат на пазара в два варианта – Gold и Platinum, като в България се среща само Platinum.

## Характеристика
Размери
Телефонът е направен в слайдер форма – по аналог на старите модели. Размерът му е 95 x 46 x 16,4 мм а масата само 95 гр. Апаратът не е 3G, но въпреки това е в стандарта на 2G, а именно GSM 900/1800/1900. Батерията му Li-Ion 800 mAh издържа 6 ч. в режим работа и 270 ч. в режим на готовност.
Корпус
Корпусът на телефона е направен от метал и пластмаса. На цвят металът може да е златист (модел Gold) или платинен (модела Platinum). От дясната страна на корпуса се намират бутони за камерата, MP3 плейъра и бутона за включване. Също така от дясно е и мястото за зарядното и слушалките, което е скрито под малко капаче. От лявата страна на корпуса са „бързите“ бутони – нагоре и надолу.
Клавиатура
Клавиатурата с цифрите наподобява блокчета шоколад и е съчетана с цялостния облик на телефона. Телефонът разполага със сензорни копчета за контрол, които светят в червено когато той бъде активиран. Разликата на термо-сензорните бутони от обикновените е, че се активират само от топлината на пръстите, чието предимство е, че телефонът не може да бъде активиран при случайно натискане докато е в джоба или чантата.
Дисплей
Дисплеят на KE800 е с 262 000 цвята и резолюция 240х320. Изработен е по технологията TFT.
Звук
Телефонът разполага с два изхода на звука: стандартният изход намиращ се над дисплея, и високоговорител на гърба на апарата. KE800 чете MP3 формат и разполага с 64 тонална полифония. Също така разполага с вибрация и използване на Mp3 за входящо повикване.
Комуникативни възможности
Комуникативните възможности на апарата от страна на интернет са WAP 2.0 и вграден модем, а от страна на свързването на телефона с други телефони или компютър той разполага с USB, Bluetooth, EDGE, XHTML и GPRS.
Екстри
- 2-мегапикселовата камера (резолюция на снимките – 1600×1200) с CMOS матрица, светкавица, автофокус и записване на видео/аудио.
- Mp3 плейъра, който чете формати MP3/AAC/AAC+ и видео формат MPEG4.
- Радиоприемник.
- Часовник, будилник, калкулатор, конвертор на валути, органайзер, календар, хронометър, скрийнсейвър и игри.

Недостатъци
- не е 3G
- проблеми с Java